# Wojnowo (powiat bydgoski)
Wojnowo (niem. Wahlstatt) – wieś w Polsce położona w województwie kujawsko-pomorskim, w powiecie bydgoskim, w gminie Sicienko przy drodze wojewódzkiej nr 244.

## Podział administracyjny
W latach 1975–1998 miejscowość należała administracyjnie do województwa bydgoskiego.

## Demografia
Według Narodowego Spisu Powszechnego (III 2011 r.) miejscowość liczyła 839 mieszkańców. Jest drugą co do wielkości miejscowością gminy Sicienko.

## Obiekty zabytkowe
Według rejestru zabytków NID na listę zabytków wpisany jest zespół dworski z 2 poł. XIX, XIX/XX w., nr rej.: 159/A z 15.06.1985:
- dwór
- park, poł. XIX w.
- gorzelnia, 1907.

Eklektyczny dwór otoczony jest przez park krajobrazowy z XIX wieku. W parku umieszczono znaleziony na polu granitowy głaz narzutowy wysoki na 1,75 m; ważący 30 ton i liczący w obwodzie 10,5 m. Zabytek jest własnością Skarbu Państwa pod zarządem Politechniki Bydgoskiej.

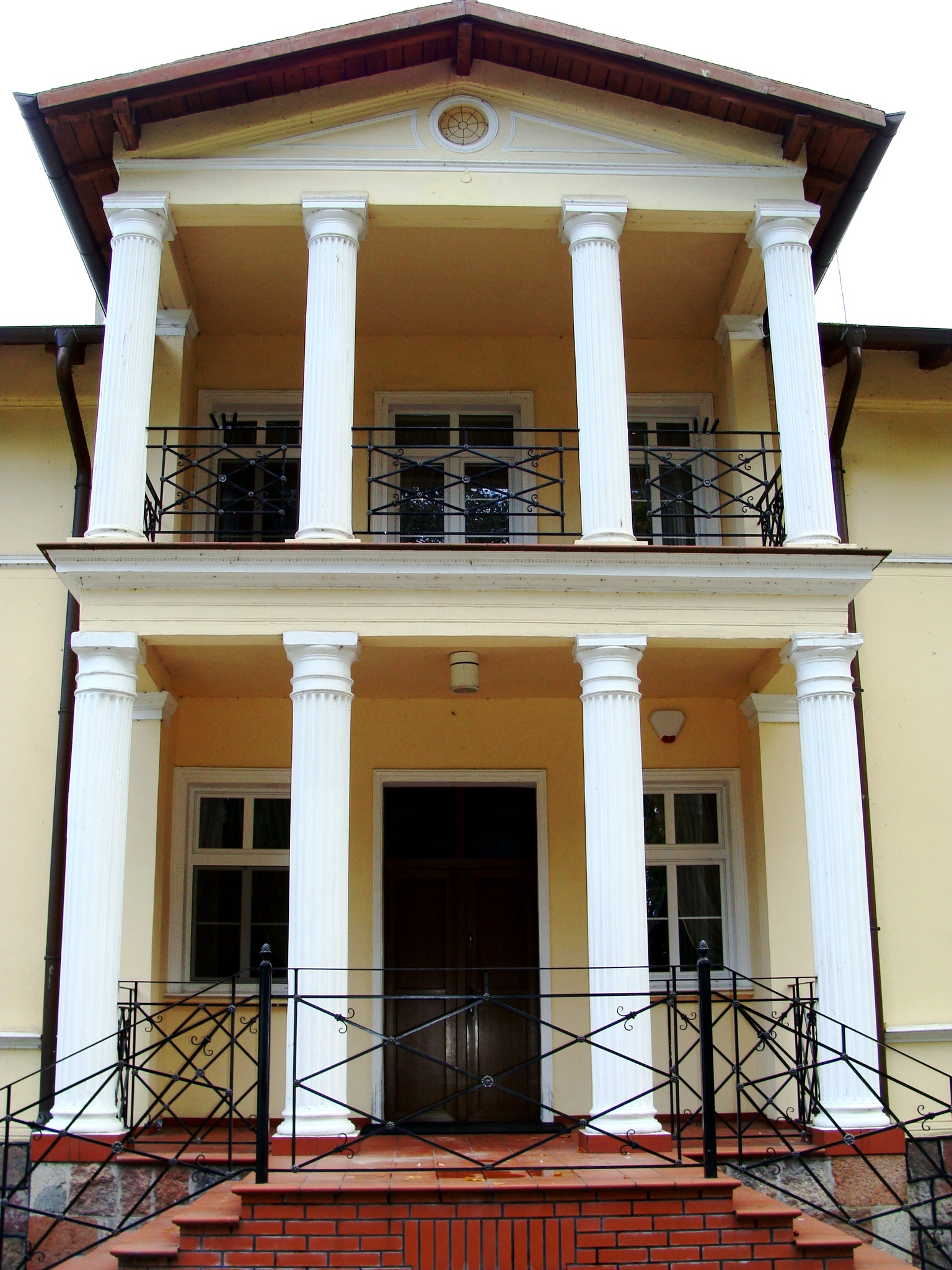
Wejście do dworu
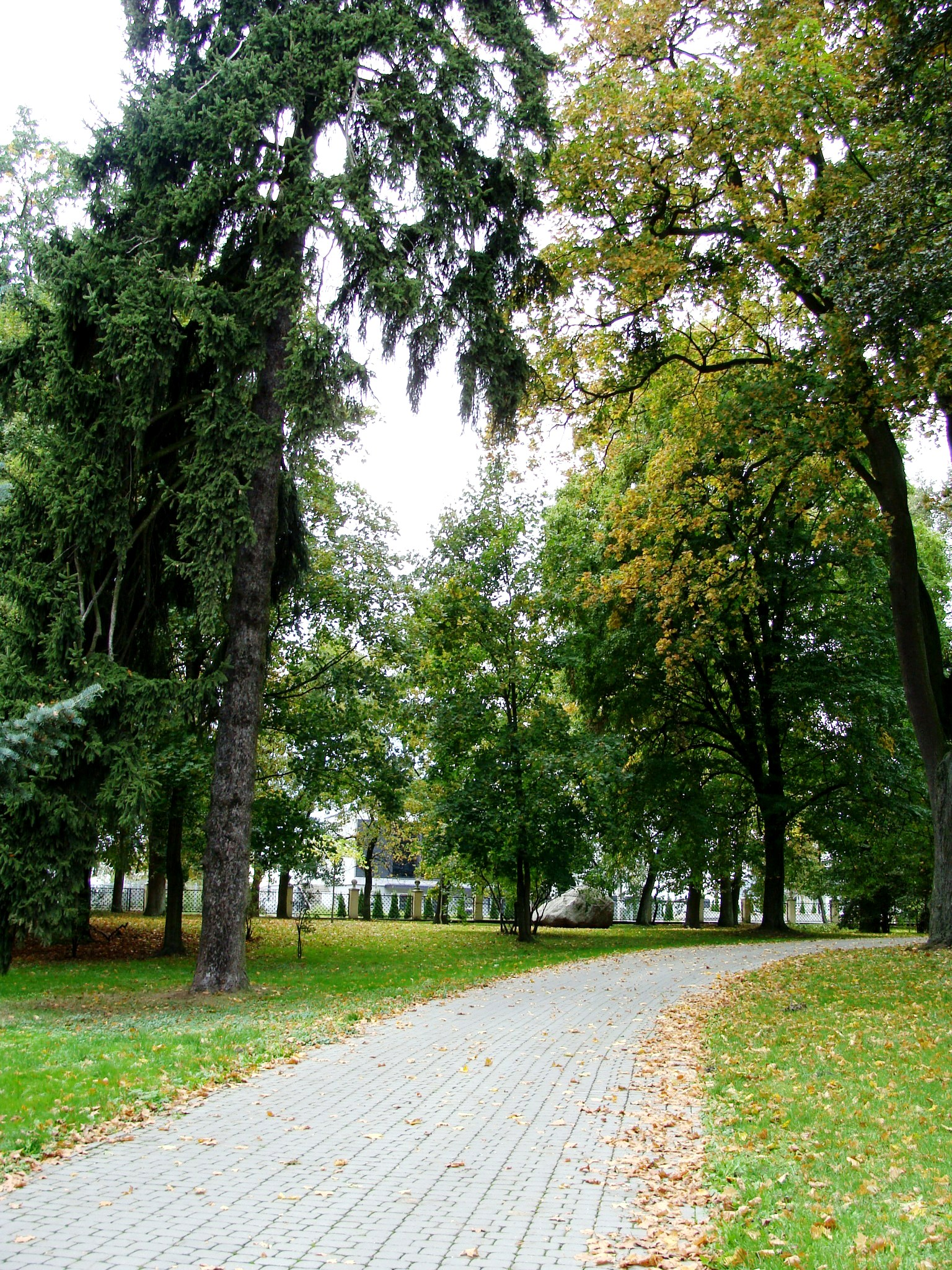
Park dworski
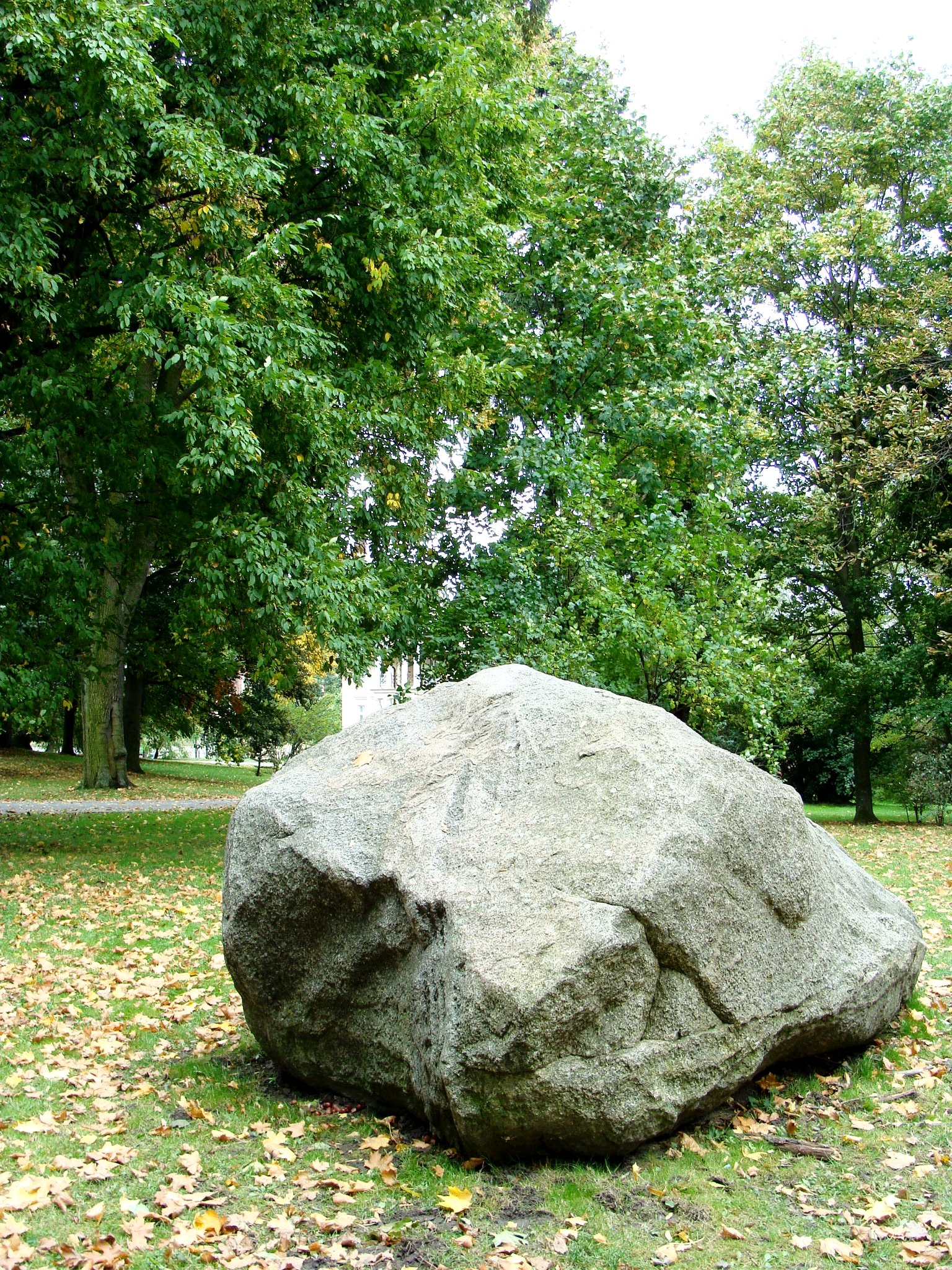
Głaz narzutowy w parku
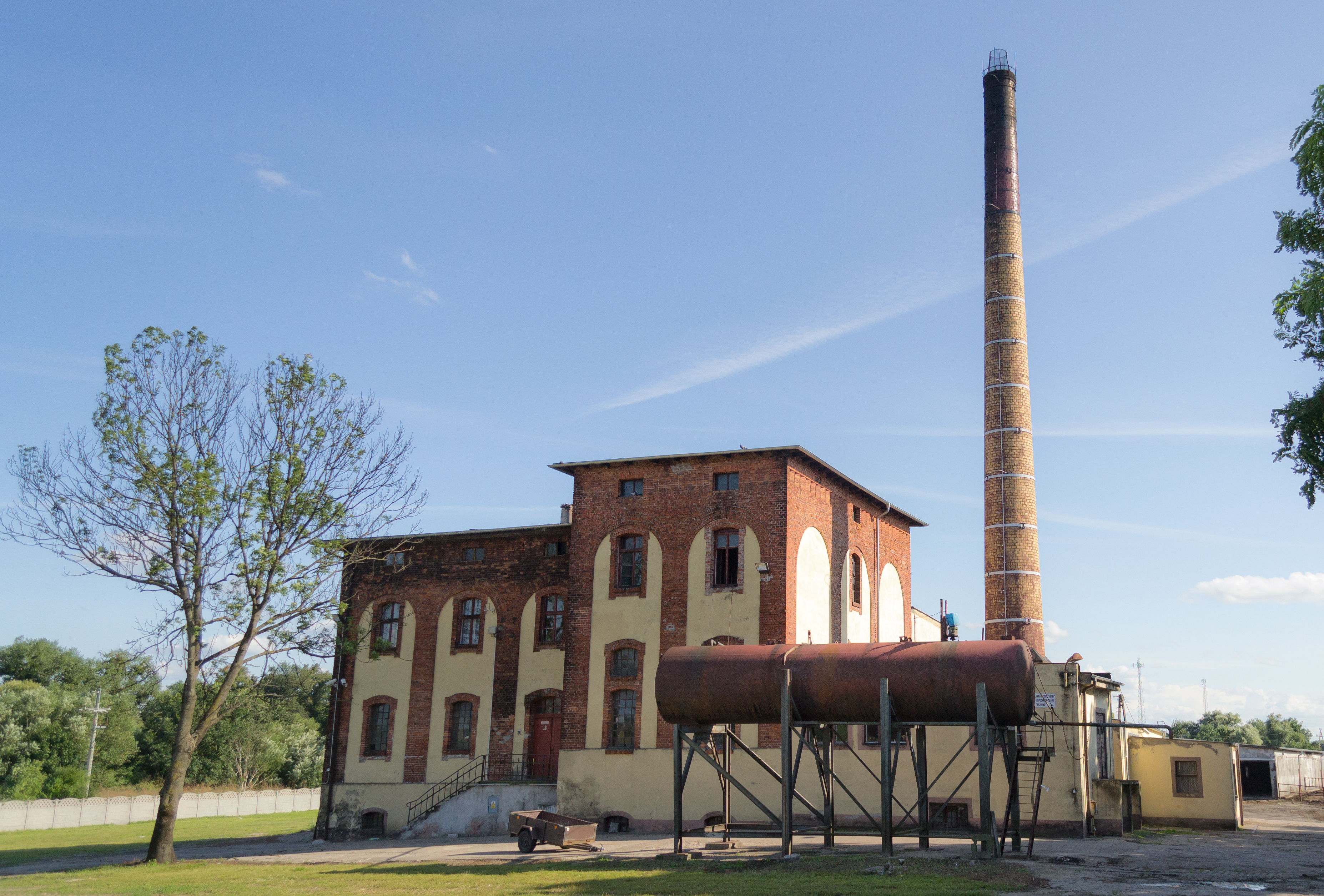
Gorzelnia

## Dawne cmentarze
Na terenie wsi zlokalizowany jest nieczynny cmentarz ewangelicki.

## Sport
Od 1995 siedziba ULKS Gryf Wojnowo (m.in. sekcja zapaśnicza).